# محمدقلی میرزا ملک‌آرا
محمدقلی میرزا ملک‌آرا شاهزاده قاجار و حاکم مازندران  و استرآباد بود.
محمدقلی میرزا پسر دوم فتحعلی‌شاه قاجار بود. مادرش آسیه‌خانم دختر محمدخان قاجار قوانلو و خواهر سلیمان‌خان نظام‌الدوله بود. در سال ۱۲۲۸ قمری به حکومت استرآباد و مازندران منصوب شد و لقب مُلک‌آرا گرفت. در سال ۱۲۵۰ قمری، قائم‌مقام فراهانی او را به بهانه شرکت در مراسم تاج‌گذاری محمدشاه قاجار به تهران دعوت کرد و سپس به همدان تبعیدش کرد. مُلک‌آرا تا آخر عمر در همدان به سر می‌برد.

## فرزندان
1. بدیع‌الزمان میرزا صاحب‌اختیار
2. عبدالحسین میرزا شمس‌الشعرا، پدر اسدالله میرزا شهاب‌الدوله
3. اردشیر میرزا، پدربزرگ اکبر میرزا سردارمفخم
4. سام میرزا شمس‌الشعراء